# Slim Mahfoudh
Slim Mahfoudh (arabe : سليم محفوظ), né le 19 janvier 1942 à Tunis (Bab Menara) et mort le 30 juillet 2017, est un acteur tunisien.

## Filmographie

### Cinéma
- 1980 : C'est pas moi, c'est lui de Pierre Richard
- 1980 : Le Larron de Pasquale Festa Campanile
- 1982 : Deux heures moins le quart avant Jésus-Christ de Jean Yanne
- 1982 : L'Étoile du Nord de Pierre Granier-Deferre
- 1984 : Par où t'es rentré ? On t'a pas vu sortir de Philippe Clair
- 2004 : Le Prince de Mohamed Zran

### Télévision
- 1978 : Les Routiers de Georg Feil
- 1991 : Liyam Kif Errih de Slaheddine Essid
- 1994 : Fawazir Fawanis de Raouf Kouka
- 1996-1997 : El Khottab Al Bab de Slaheddine Essid, Ali Louati et Moncef Baldi : Slouma Ben Hattab Derbela
- 1997 : Al Motahadi de Moncef Kateb
- 1998 : Îchqa wa Hkayet de Slaheddine Essid
- 1999 : Ghalia de Moncef Kateb
- 2000 : Rih El Misk de Slaheddine Essid et Ezzeddine Harbaoui
- 2002 : Gamret Sidi Mahrous de Slaheddine Essid et Ali Louati
- 2004 : Jari Ya Hammouda d'Abdeljabar Bhouri
- 2005 : Café Jalloul de Lotfi Ben Sassi, Imed Ben Hamida et Mohamed Damak : Héni Bouderbela
- 2005-2009 : Choufli Hal de Slaheddine Essid : Houcine alias Houssi